# Sommer-Paralympics 2012/Teilnehmer (Trinidad und Tobago)
| stlisierte Goldmedaille | stlisierte Silbermedaille | stlisierte Bronzemedaille |
| ----------------------- | ------------------------- | ------------------------- |
| —                       | —                         | —                         |

Trinidad und Tobago entsendete mit dem Leichtathleten Ronald Carlos Greene und der Schwimmerin Shanntol Ince zwei Sportler zu den Paralympischen Sommerspielen 2012 in London. Beide konnten keine Medaillen für das Land erringen.

## Teilnehmer nach Sportart

### Leichtathletik
Männer:
- Ronald Carlos Greene

### Schwimmen
Frauen:
- Shanntol Ince